# Повітові присутствені місця (Васильків)
Повітові присутствені місця (Васильків)
Пам'ятник архітектури, побудований в 1817 року.
Охоронний номер пам'ятки 912.
Адреса: м. Васильків Київської області, вул. Луначарського, 1.

## Архітектура
Одна з найстаріших будівель міста. Це єдина будівля, що залишилась від архітектурного комплексу, в якому розміщувалися присутствені місця в м. Василькові.
Пам'ятка архітектури початку XIX століття розташована в центральній частині міста і виходить на площу перед Меморіалом Слави. (Колишню головну площу міста, де карали солдатів, які підтримали декабристів.) Рельєф ділянки нерівний з помітним ухилом на північний захід.
Двоповерхова цегляна будівля 17,5 м х 21,8 м., крита бляхою, в цокольній частині розміщена камера. Неодноразово перебудовувалася. Будівля цегляна оштукатурена двоповерхова П-подібна в плані на невисокому цоколі. Планування коридорне, перекриття плоскі. Декор фасадів характерний для архітектури класицизму. Крім історичного значення, будівля являє рідкісний зразок цивільної провінційної архітектури класицизму в Україні. Будівля побудована в 1817р. за типовим зразковим проектом петербурзького архітектора А.Д. Захарова. Архітектурний нагляд і керівництво роботами здійснював київський губернський архітектор І.Кедрін. Цегляні роботи вів Ф.Г.Рябчіков, столярні М.І.Бахарев, коваль - Толмачов.
Аналогічні будівлі побудовані в Київській губернії в містах Тараща та Чигирин.
Пам'ятка має історичну та архітектурну вартість.

## Історія

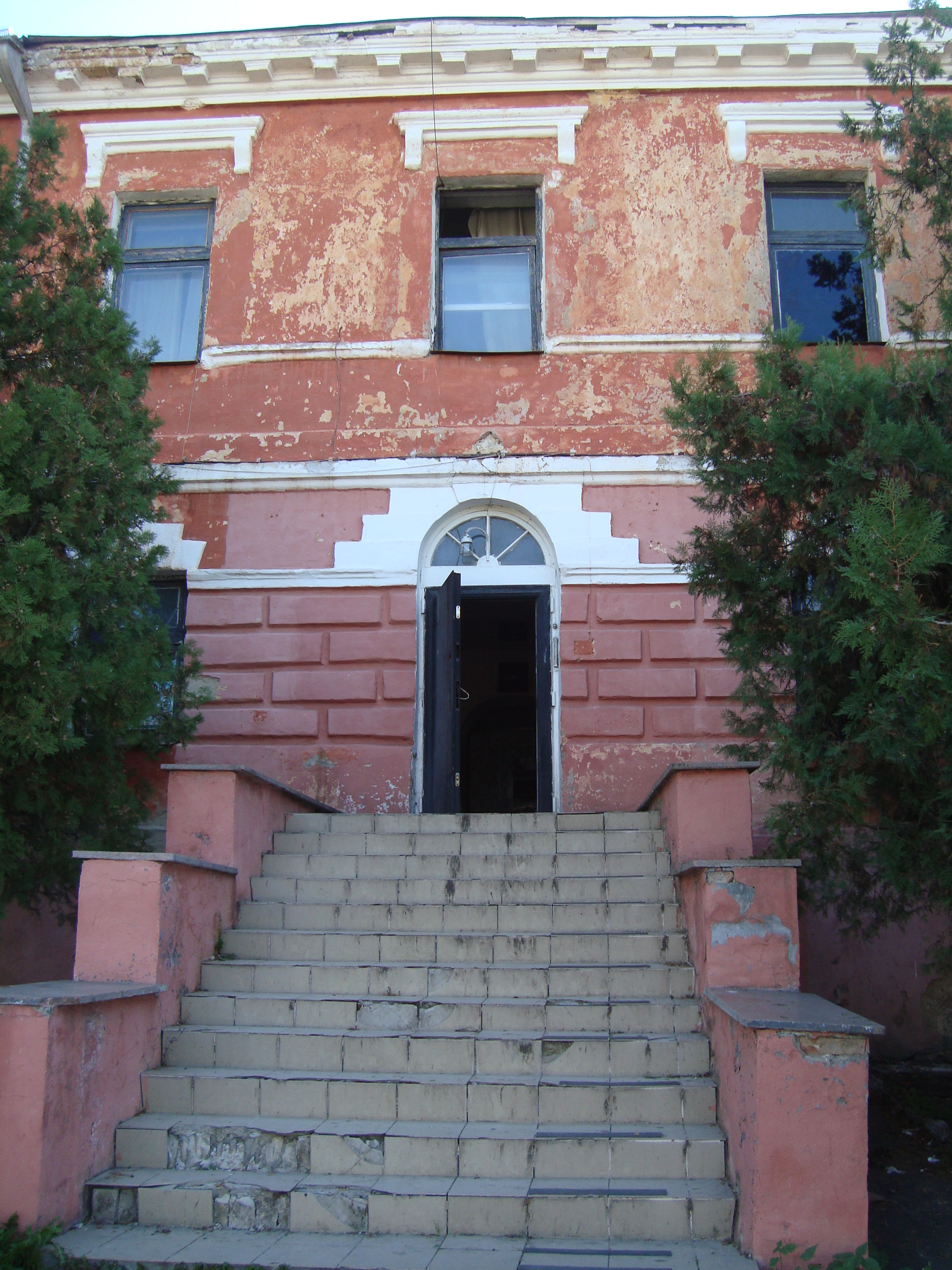
Повітові присутствені місця (мур.). Сходи. м. Васильків

У цій будівлі у 1825-1826 роках розміщувався штаб керівників повстання Південного товариства декабристів на чолі з Михайлом Бестужевим-Рюміним та Сергієм Муравйовим-Апостолом. Співпрацюючи разом, вони склали революційну прокламацію «Православний катехізис», яка закликала до повалення самодержавства і встановлення республіки. Будучи за своїми переконаннями республіканцями і противниками кріпацтва, у 1823–1825 роках вони запропонували ряд планів озброєного повстання в армії, яку декабристи розглядали як основну силу перевороту. Також вони підтримували ідею царевбивства.
За підготовку військового повстання обидва були засуджені до страти через повішення. На сьогодні в приміщенні у первинному стані збереглася камера, в якій тримали арештованих лідерів повстання. Зараз в приміщенні знаходиться філія Васильківського історико-краєзнавчого музею  «Декабристи на Васильківщині», яка  висвітлює діяльність Васильківської управи Південного товариства декабристів. Враховуючи історичну цінність будівлі, міська рада ініціює створення у цьому приміщенні музейного комплексу. Про це йдеться в програмі «Збереження історико-культурної спадщини Василькова».

## Меморіальна і охоронна дошки

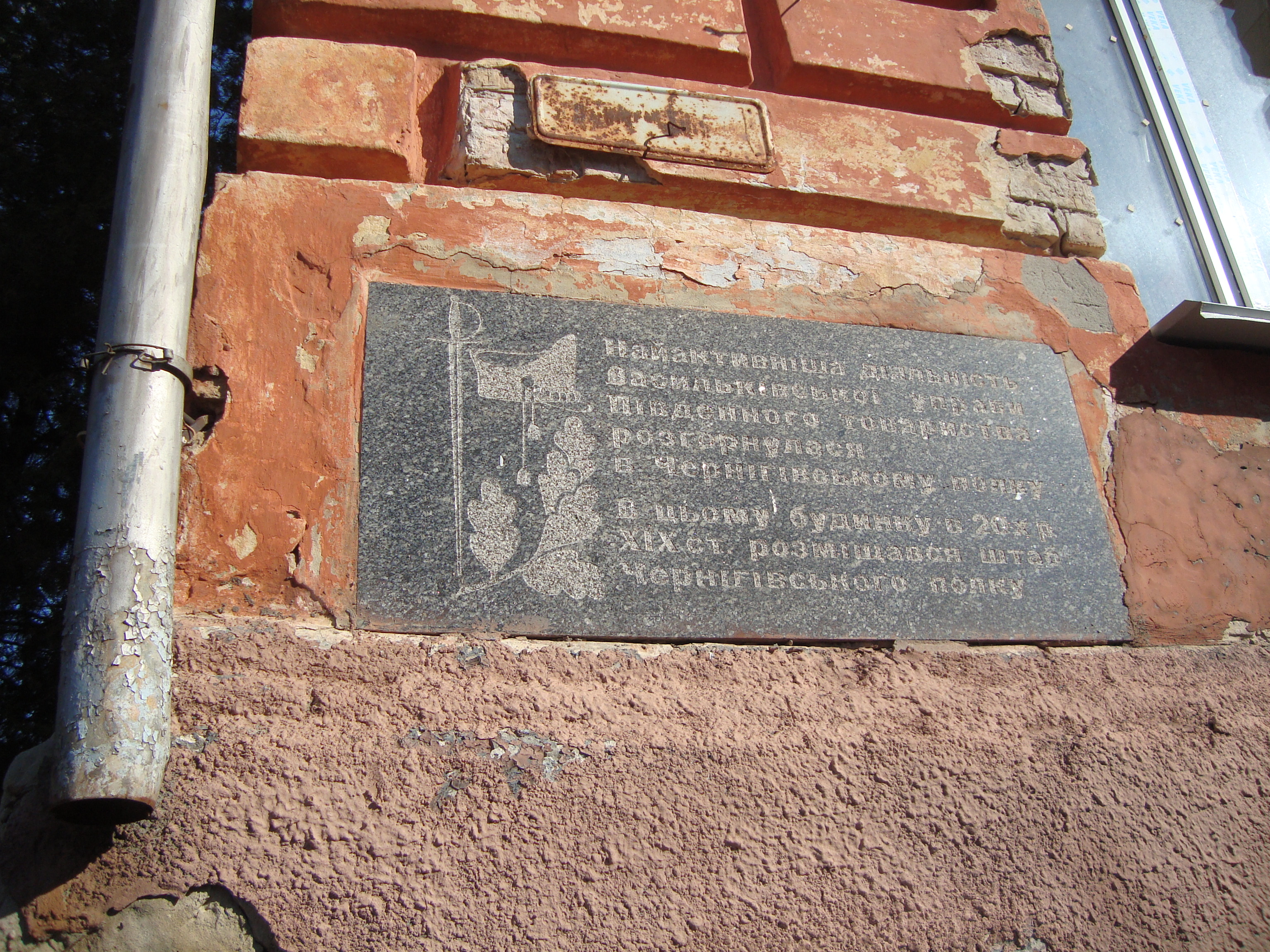
Повітові присутствені місця (мур.). Меморіальна табличка. м. Васильків

На будівлі меморіальна дошка, на ній напис: «Активна діяльність Васильківської управи Південного товариства розгорнулася в Чернігівському полку. У цій будівлі в 20-х р ХІХ ст. розміщувався штаб Чернігівського полку».
На спорудженні знаходиться охоронна дошка «Пам'ятник архітектури. Адмінбудівля. 1817. Охороняється державою, пошкодження карається законом».
Власник пам'ятки - комунальна власність міста (територіальна громада Василькова).
Нині будинок використовується МВС.